# Казарман
Казарман (на киргизки: Казарман) е село в Джалалабадска област, Киргизстан. Според данните от преброяването на населението в Киргизстан от 2009 година селото има 9486 жители. Селото е център на Тогузтороуския район. Разположено е на левия бряг на река Нарин.
Казарман разполага с летище, но по данни от началото на 2008 година то не функционира. В близост до селото се намира златното находище Макмал. През зимата Казарман е отрязан от света поради обилните снеговалежи в района.
Казарман е изходен пункт за световноизвестните скални рисунки Саймали Таш, които са включени в Списъка на световното културно наследство на ЮНЕСКО и са под неговата защита. Намира се във Ферганския хребет на 3000 м надморска височина. Представлява скални рисунки върху черните скали, датирани от бронзовата и началото на желязната епоха.